# Rögling
Rögling település Németországban, azon belül Bajorországban. Lakosainak száma 653 fő (2023. december 31.). Rögling Tagmersheim, Monheim és Mörnsheim községekkel határos.

## Népesség
A település népessége az elmúlt években az alábbi módon változott:
| Lakosok száma | 592  | 763  | 714  | 644  | 633  | 643  | 672  | 653  | 645  | 653  |
|               | 1875 | 1950 | 1970 | 2011 | 2013 | 2014 | 2016 | 2019 | 2021 | 2023 |